# Kornelius Sipayung
Kornelius Sipayung, né le 26 août 1970 en Sumatra du Nord, est un évêque catholique indonésien, archevêque de Medan.

## Biographie
Après avoir étudié au lycée Christus Sacerdos à Pematang Siantar, il est ordonné prête le 11 décembre 1999,. Il est membre des Frères mineurs capucins,. En 2002, il étudie la théologie dogmatique à l'université pontificale grégorienne de Rome. Il devient maître de conférences en 2005, de disciplines théologiques diverses et variées, au sein de la Faculté de Philosophie et de Théologie Saint-Jean à Pematang Siantar. 
Le pape François nomma Sipayung archevêque de Medan, succédant à l'archevêque Anicetus Bongsu Antonius Sinaga, dont la démission a été accordée par le Pape le 8 décembre 2018,. Sipayung est ordonné archevêque le 2 février 2019, dont le principal consécrateur n'est autre que le nonce apostolique en Indonésie (en), Piero Pioppo.